# Alfred Cellier
Alfred Cellier, född 1 december 1844 och död 28 december 1891, var en brittisk tonsättare och dirigent.
Cellier blev 1862 organist i Blackheat, och var senare dirigent för Ulster-hallkonsterterna i Belfast och organist i Holborn. 1871-75 var han teaterledare i Manchester och 1877-79 i London, samtidigt som han var diriget för Convent gardens promenadkonserter. Några år därefter verkade han i USA och Australien som konsertdirigent, men återvände 1887 till London.
Celleri har skrivit en rad operetter, som The Tower of London (1875), The sultan of Mocha (1876), Doras dream (1877), The spectre knight (1878), Bella donna (1878), Dorothy, The carp (1886) och The Mountebanks. Dessotm en orkestersvit samt ett flertal solosånger.